# Zolontla
Zolontla är en ort i Mexiko.   Den ligger i kommunen Ixhuatlán de Madero och delstaten Veracruz, i den sydöstra delen av landet, 180 km nordost om huvudstaden Mexico City. Zolontla ligger 163 meter över havet och antalet invånare är 105.
Terrängen runt Zolontla är huvudsakligen lite kuperad. Zolontla ligger nere i en dal. Runt Zolontla är det ganska tätbefolkat, med 100 invånare per kvadratkilometer. Närmaste större samhälle är Tlachichilco, 16,5 km sydväst om Zolontla. I omgivningarna runt Zolontla växer huvudsakligen savannskog.